# TC Großhesselohe
Der TC Großhesselohe ist ein Tennisverein im Ortsteil Großhesselohe der Gemeinde Pullach im Isartal.

## Geschichte
Der Verein wurde am 11. März 1925 als Sportparkgesellschaft Großhesselohe gegründet. Die Gründung geht unter anderem auf F. Clemens Schiffer zurück, der das Gelände damals zur Verfügung stellte. Vorrangig sollte die Anlage dem Tennissport dienen, doch auch andere Sportarten wollten die Verantwortlichem etablieren. Nach dem Bau der ersten beiden Plätze waren bereits im Herbst des Gründungsjahres etwa 250 Mitglieder gemeldet.
Schwere Zeiten erlebte der Klub im Zuge der Weltwirtschaftskrise, als zwischenzeitlich nur noch 30 Mitglieder gemeldet waren. Auch der Zweite Weltkrieg hinterließ Spuren. Nach der Zerstörung durch Bomben der Alliierten löste sich der Klub zunächst auf, bevor er sich im Jahr 1946 neu gründete.
Im Jahr 1985 verkaufte der damalige Eigentümer Felix Wöllner die Anlage an einen Dritten. Trotz der problematischen Finanzierung gelang es dem damaligen Vorsitzenden, das Vereinsareal für den Verein zu erwerben, sodass es den Mitgliedern wieder zur Verfügung stand. Schon im Jahr 1986 konnte die Anlage unter anderem um eine Tennishalle und ein Klubhaus erweitert werden.

## Mannschaften

### Herren
Deutschlandweite Bekanntheit erlangte bis heute die 1. Herrenmannschaft des TC Großhesselohe.
Seit mittlerweile knapp 30 Jahren spielt sie in der 1. oder 2. Tennis-Bundesliga. In die 1. Bundesliga stieg sie erstmals im Jahr 1983 auf. Auch von 1985 bis 1989 war sie erstklassig vertreten, unter anderem wurde in den Jahren 1986 und 1987 die Vizemeisterschaft errungen. Nach drei Jahren in der 2. Bundesliga stieg das Team zur Saison 1993 wieder auf und hielt sich bis 1995 in der 1. Liga (s. auch Tennis-Bundesliga (Herren)).
Im neuen Jahrhundert war die 1. Herrenmannschaft ab der Spielzeit 2001, abgesehen von einem Jahr Erstklassigkeit im Jahre 2003, ununterbrochen in der 2. Bundesliga vertreten. 2018 gelang abermals der Aufstieg in die 1. Klasse. In der Saison 2019 belegte die Mannschaft unter der Führung des ehemaligen deutschen Davis-Cup-Spielers Christopher Kas einen Platz im sicheren Mittelfeld der Tabelle. Nach dem coronabedingten Ausfall des Bundesliga-Spielbetriebs 2020 erreichte das Team 2021 den 3. Tabellenplatz. In der Saison 2022 trat der TC Großhesselohe mit fünf Top-100-Spielern an, darunter auch Francisco Cerúndolo, Arthur Rinderknech und Emil Ruusuvuori. In dieser Saison gehörten allerdings auch vier deutsche Spitzenspieler zum Stammkader: Peter Gojowczyk, Jan-Lennard Struff, Philipp Kohlschreiber und Matthias Bachinger bestritten in der Saison 2022 zusammen insgesamt 34 Partien (Einzel und Doppel) für den TCG. In der Saison 2024 konnte der TCG erstmals in seiner Vereinsgeschichte die deutsche Mannschaftsmeisterschaft der Herren für sich entscheiden.

### Damen
Die größten Erfolge wurden in den 1990er-Jahren gefeiert, als das Team 1994 Deutscher Meister, 1995 Deutscher Vizemeister und 1998 Bayerischer Mannschaftsmeister wurde. In den Jahren 2004 und 2005 sowie von 2007 bis 2009 spielten die Damen in der 2. Bundesliga. Aktuell schlagen sie in der drittklassigen Regionalliga Süd-Ost auf. Im Kader steht inzwischen nur noch eine Profispielerin.

## Gesellschaftliches Engagement
Unter dem Motto „Jugend spielt für Jugend“ führt der Club einen jährlichen Charity-Cup durch. Der Erlös aus diesem Turnier ohne Wettbewerbscharakter kommt jedes Jahr einem anderen ausgewählten Projekt für Kinder und Jugendliche mit Handicap oder schweren Erkrankungen zugute. So konnten in der Vergangenheit z. B. für eine Förderschule in Niederbayern acht spezielle Sportrollstühle angeschafft werden, welche das Erlernen des Rollstuhltennis ermöglichen.